# Introspettiva
Introspettiva è una compilation di Franco Battiato pubblicata nel 2001 dalla EMI Italiana.

## Tracce
Testi di Manlio Sgalambro e Franco Battiato tranne dove indicato; musiche di Franco Battiato e Giusto Pio tranne dove indicato.
1. Il re del mondo – 5:34 (Battiato-Pio)
2. Le aquile – 4:06 (Battiato-Pio)
3. Segnali di vita – 3:38 (Battiato-Pio)
4. Radio Varsavia – 4:05 (Battiato-Pio)
5. Mal d'Africa (da Battiato) – 3:43 (Battiato)
6. L'animale – 3:12 (Battiato)
7. Secondo imbrunire – 3:16 (Battiato)
8. Giubbe rosse – 4:16 (Battiato-Pio)
9. Alexander Platz (live) – 3:22 (Cohen-Battiato-Pio)
10. Povera patria – 3:42 (Battiato-Pio)
11. L'ombra della luce – 4:49 (Battiato-Pio)
12. Lode all'inviolato – 3:53 (Battiato)
13. Haiku – 3:46 (Arioli-Battiato)
14. Breve invito a rinviare il suicidio – 4:18 (Sgalambro-Battiato)
15. La cura – 4:02 (Sgalambro-Battiato)
16. Casta diva – 3:37 (Sgalambro-Battiato)
17. Vite parallele – 3:24 (Sgalambro-Battiato)
18. Ed io tra di voi – 2:54 (Bardotti-Calabrese-Aznavour)

Durata totale: 69:37